# 3-hexino-2,5-diol
El 3-hexino-2,5-diol o hex-3-ino-2,5-diol es un diol de fórmula molecular C6H10O2. Los dos grupos funcionales hidroxilo se encuentran en las posiciones 2 y 5 de una cadena lineal de seis átomos de carbono y contiene un triple enlace entre los carbonos 3 y 4. Dados que los carbonos 2 y 5 son asimétricos, tiene cuatro esteroisómeros.

## Propiedades físicas y químicas
El 3-hexino-2,5-diol es un sólido que tiene su punto de fusión a 42 °C, temperatura por encima de la cual se torna en un líquido amarillo claro. Su punto de ebullición es, a 15 mmHg, 121 °C, y a presión normal 215 °C (cifra estimada).
Posee una densidad ligeramente superior a la del agua, 1,01 g/cm³.
El valor estimado del logaritmo de su coeficiente de reparto, logP, es de aproximadamente -0,3, por lo que su solubilidad es mayor en disolventes polares —como el agua— que en disolventes apolares.
En cuanto a su reactividad, es incompatible con agentes oxidantes, ácidos fuertes, cloruros de acilo y anhídridos de ácidos.

## Síntesis y usos
El 3-hexino-2,5-diol puede sintetizarse a partir de 3-butin-2-ol y acetaldehído, empleando hidróxido de potasio como catalizador, con un rendimiento del 58%.
Otra vía de síntesis parte de acetileno y acetaldehído, con bromuro de etilmagnesio como reactivo de Grignard, obteniéndose un rendimiento del 51%.
Análogamente, haciendo reaccionar acetaldehído en disolución acuosa con acetileno, pero usando en este caso un catalizador de óxido de aluminio e introduciendo N2 para ajustar la presión a 0,5 - 1,5 Mpa, se aumenta el rendimiento hasta el 70% - 80%.
Otra forma de sintetizar 3-hexino-2,5-diol parte de una disolución acuosa de acetaldehído y un catalizador —consistente en óxido de cobre y bismuto— mezclados en un lecho de lodo hasta formar una suspensión. Posteriormente se introduce acetileno por la zona inferior de la suspensión de lodo, reaccionando con el acetaldehído y formándose el diol.
El 3-hexino-2,5-diol se emplea en procesos de niquelado, ya que los compuestos de acetileno solubles en agua, si se incorporan como aditivos en un baño de galvanoplastia de níquel en combinación con compuestos sulfo-oxigenados, son notablemente efectivos promoviendo la formación de depósitos de níquel brillantes y dúctiles.
Otra aplicación del 3-hexino-2,5-diol se basa en su capacidad para reducir el desteñido entre la tinta negra (que contiene pigmento) y la tinta de color (basada en colorantes solubles en agua) cuando se usan conjuntamente en tintas con pigmentos autodispersos.
Por otra parte, este diol también puede formar parte de composiciones para el tratamiento externo de la piel como agente antimicrobiano y conservante. Se ha propuesto su uso en cosméticos —lociones corporales, protectores solares, jabones, lápices de labios, perfumes, dentífricos o desodorantes—, limpiadores e incluso en alimentos.

## Precauciones
Este compuesto es tóxico por ingestión y su contacto ocasiona irritación en piel y ojos. Es combustible, teniendo su punto de inflamabilidad a 123 °C.
Su vertido en ríos o lagos produce daños en la vida acuática con efectos a largo plazo.